# Transat anglaise 2004
Navigation
Édition précédente Édition suivante
La Transat anglaise 2004 (The Transat 2004) est la douzième édition de la Transat anglaise. Elle est organisée par l'Offshore Challenges Group de Mark Turner. Elle s'effectue sur le trajet Plymouth - Boston. Le départ est donné le 31 mai, et le vainqueur arrive le 8 juin 2004 après 8 jours 8 h 29 min.

## Classements

### Multicoques de 60 pieds ORMA
Les 60 pieds ORMA sont une classe de voiliers multicoques, dont la longueur est de 60 pieds soit 18,288 mètres.
| Position | Skipper                  | Bateau                    | Type/ LOA (ft) | Temps            | Pénalité |
| -------- | ------------------------ | ------------------------- | -------------- | ---------------- | -------- |
| 1        | Michel Desjoyeaux France | Géant                     | Trimaran       | 08 j 08 h 29 min |          |
| 2        | Thomas Coville France    | Sodebo                    | Trimaran       | 08 j 10 h 38 min |          |
| 3        | Franck Cammas France     | Groupama                  | Trimaran       | 08 j 14 h 16 min |          |
| 4        | Alain Gautier France     | Foncia                    | Trimaran       | 09 j 07 h 05 min |          |
| 5        | Karine Fauconnier France | Sergio Tacchini           | Trimaran       | 09 j 12 h 36 min |          |
| 6        | Lalou Roucayrol France   | Banque Populaire          | Trimaran       | 09 j 14 h 05 min |          |
| 7        | Giovanni Soldini Italie  | TIM-Projetto Italia       | Trimaran       | 10 j 06 h 26 min |          |
| 8        | Philippe Monnet France   | Sopra Group               | Trimaran       | 10 j 09 h 00 min |          |
| 9        | Fred Le Peutrec France   | Gitana 11                 | Trimaran       | 11 j 09 h 20 min |          |
| 10       | Stève Ravussin Suisse    | Banque Covefi             | Trimaran       | 12 j 04 h 27 min |          |
| 11       | Yves Parlier France      | Mediatis Région Aquitaine | Catamaran      | 13 j 07 h 11 min |          |

### Monocoques de 60 pieds IMOCA
Les 60 pieds IMOCA sont une classe de voiliers monocoques, dont la longueur est de 60 pieds soit 18,288 mètres.
| Position | Skipper                  | Bateau                        | temps                              |
| -------- | ------------------------ | ----------------------------- | ---------------------------------- |
| 1        | Mike Golding Royaume-Uni | Ecover                        | 12 j 15 h 18 min                   |
| 2        | Dominique Wavre          | Temenos                       | 12 j 18 h 22 min                   |
| 3        | Mike Sanderson           | Pindar Alphagraphics          | 12 j 20 h 54 min                   |
| 4        | Nick Moloney             | Skandia                       | 13 j 9 h 13 min                    |
| 5        | Conrad Humphreys         | Hellomoto                     | 13 j 20 h 24 min                   |
| 6        | Marc Thiercelin          | Pro-Form                      | 14 j 1 h 41 min                    |
| 7        | Hervé Laurent            | UUDS                          | 14 j 3 h 58 min                    |
| 8        | Sébastien Josse          | VMI                           | 14 j 10 h 2 min (après correction) |
| 9        | Karen Leibovici          | Atlantica-Charente Maritime   | 17 j 17 h 12 min                   |
| 10       | Norbert Sedlacek         | Austria One                   | 17 j 18 h 35 min                   |
| 11       | Charles Hedrich          | Objectif 3                    | 18 j 4 h 12 min                    |
| 12       | Anne Liardet             | Quicksilver                   | 19 j 14 h 27 min                   |
| Abandon  | Jean-Pierre Dick         | Virbac                        | dématé                             |
| Abandon  | Vincent Riou             | PRB                           | dématé                             |
| Abandon  | Bernard Stamm            | Cheminées Poujoulat Armor Lux | problème de quille                 |

### Multicoques de 50 pieds
| Position | Skipper               | Bateau            | temps                       |
| -------- | --------------------- | ----------------- | --------------------------- |
| 1        | Eric Bruneel          | Trilogic          | 14 j 1 h 23 min             |
| 2        | Rich Wilson           | Great American II | 15 j 0 h 19 min             |
| 3        | Dominique Demachy     | Gify              | 15 j 13 h 13 min            |
| 4        | Etienne Hochedé       | PiR2              | 19 j 13 h 45 min            |
| Abandon  | Franck-Yves Escoffier | Crêpes Whaou !    | Casse de la coque centrale  |
| Abandon  | Mike Birch            | Nootka            | Casse du pilote automatique |

### Monocoques de 50 pieds
| Position   | Skipper             | Bateau      | temps              |
| ---------- | ------------------- | ----------- | ------------------ |
| 1          | Kip Stone           | Artforms    | 15 j 5 h 20 min    |
| 2          | Joe Harris          | Wells Fargo | 16 j 14 h 21 min   |
| 3          | Jacques Bouchacourt | Okami       | 17 j 23 h 17 min   |
| Non-classé | Roger Langevin      | Branec III  | arrivé hors limite |